# 27748 Vivianhoette
27748 Vivianhoette è un asteroide della fascia principale. Scoperto nel 1991, presenta un'orbita caratterizzata da un semiasse maggiore pari a 2,4370101 UA e da un'eccentricità di 0,1877665, inclinata di 5,51957° rispetto all'eclittica.